# Ewa Aulin
Pour les articles homonymes, voir Aulin.
Ewa Aulin est une actrice suédoise née le 13 février 1950 à Landskrona. Elle est apparue dans de nombreux films italiens et américains au cours des années 1960 et 1970.
Elle joue à deux reprises aux côtés de Jean-Louis Trintignant dans En cinquième vitesse (1967) et dans le giallo La mort a pondu un œuf (1968). Son rôle le plus connu est celui de la jeune fille ingénue dans le film Candy (1968), où elle apparaît aux côtés de John Huston, Ringo Starr, Charles Aznavour, Richard Burton et Marlon Brando.

## Biographie
Ewa Aulin est devenue célèbre dans sa Suède natale lorsqu'elle a remporté le titre de Miss Teen Suède en 1965 à l'âge de 15 ans. La même année, elle a été approchée par Gunnar Fischer pour jouer le rôle de la jeune fille dans son court métrage Djävulens. Par la suite, elle a représenté la Suède au tout premier concours Miss Teen International, qui a eu lieu le 6 avril 1966, à Hollywood, en Californie. Ewa a gagné, remportant ainsi le titre de Miss Teen International 1966.
Le succès d'Ewa en tant que Miss Teen International a attiré l'attention non seulement en Suède, où elle est apparue dans l'émission de divertissement populaire Hylands hörna, mais aussi en Italie, et en 1967, à l'âge de 16 ans, elle a fait ses débuts au cinéma avec un rôle de soutien dans la comédie Don Giovanni in Sicilia, d'après le roman de Vitaliano Brancati. Ce film a conduit à une carrière cinématographique pour Ewa qui allait durer un peu plus de six ans, en commençant par des rôles principaux dans deux films giallo notables : le film pop art En cinquième vitesse réalisé par Tinto Brass, et l'avant-gardiste La mort a pondu un œuf réalisé par Giulio Questi. La co-vedette d'Ewa dans ces deux films était Jean-Louis Trintignant.
Fin 1967, elle a été choisie pour incarner le protagoniste de son film le plus célèbre, la coproduction américano-italo-française Candy, réalisée par Christian Marquand. Ewa a appris qu'elle avait le rôle la veille du début du tournage, début décembre 1967. L'histoire implique la recherche du personnage d'Ewa pour donner du sens à sa vie, ce qui la conduit à croiser une variété d'hommes différents et à coucher avec eux. Le film a mal tourné en Amérique et n'a pas réussi à faire d'elle une star internationale. Il a eu plus de succès en Europe et a acquis une certaine popularité en tant que film culte au cours des dernières années. Ewa, en particulier, a reçu des éloges pour sa performance dans le film, remportant une nomination aux Golden Globes pour la meilleure espoir féminine. En conséquence de son apparition dans ce rôle, Ewa a été stéréotypée comme une sorte de « nymphette blonde » par les gens de l'industrie cinématographique. 
Le seul autre film américain dans lequel elle est apparue était Commencez la révolution sans nous (1970), une comédie d'erreurs se déroulant pendant la Révolution française. Elle a joué un second rôle en tant que Christina de Belgique, et le film mettait en vedette Gene Wilder et Donald Sutherland, mais comme Candy, le film a eu peu de succès en Amérique.
Egalement en 1970, elle a joué dans le film expérimental Microscopic Liquid Subway to Oblivion, qui a été écrit et réalisé par le mari d'Ewa, qui a utilisé l'argent de la famille pour s'installer en tant que producteur de films, en utilisant le nom de scène à consonance anglophone John Shadow. Ils s'étaient mariés secrètement au Mexique début 1968. Le film lui-même était à peine sorti dans le monde. Après cela, elle n'est apparue que dans des films italiens. Beaucoup de ceux-ci étaient des comédies érotiques se déroulant au Moyen Âge, mais elle a également réussi à avoir plus d'impact dans les films dramatiques et des giallos. Elle a joué l'un des rôles principaux dans le giallo La controfigura (1971) réalisé par Romolo Guerrieri ainsi que des rôles principaux dans Quand l'amour devient sensualité (1973) et Cérémonie sanglante (1973) de Jorge Grau et un mort-vivant vengeur Angel dans le film d'horreur gothique de Joe D'Amato La mort a souri à l'assassin (1973) et est également apparu dans le giallo Una vita lunga un giorno (1973). Ewa et John Shadow ont divorcé en 1972.
En 1974, à l'âge de 24 ans, elle a épousé un riche promoteur immobilier, Cesare Paladino, et a eu deux filles. L'une de ses filles, Olivia Paladino, est maintenant la compagne de Giuseppe Conte, 58e premier ministre italien. Elle a abandonné sa carrière d'actrice, s'est inscrite à l'université et est devenue enseignante. Depuis sa retraite, elle n'est apparue que dans un autre film, Mi fai un favore (it) (1996), dans un second rôle.

## Filmographie

### Cinéma

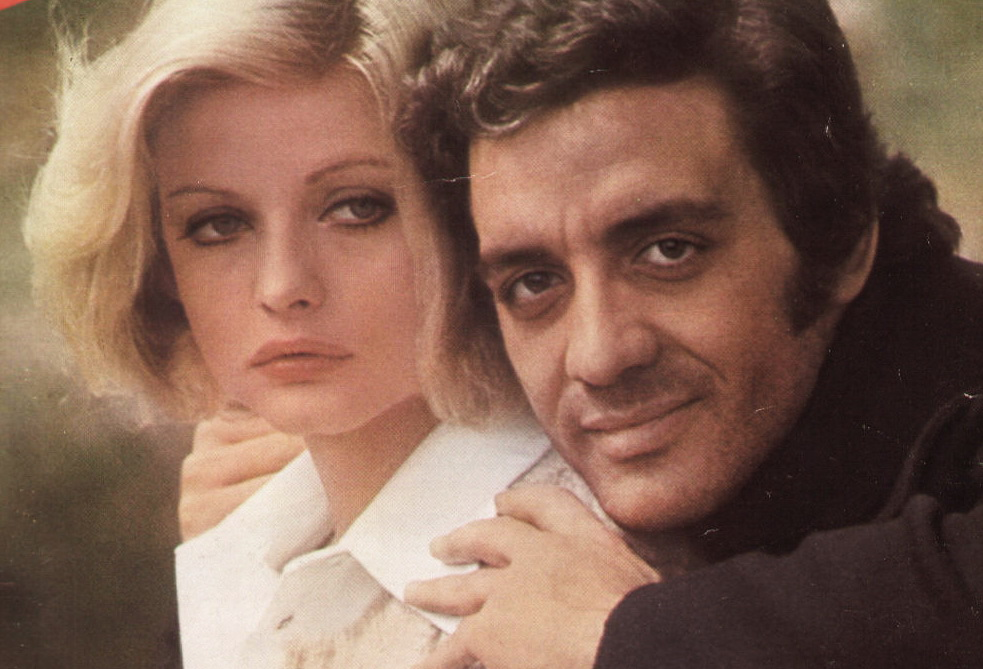
L'actrice Ewa Aulin et le chanteur Mino Reitano à Rome en 1973.

- 1967 : Don Giovanni in Sicilia d'Alberto Lattuada
- 1967 : En cinquième vitesse (Col cuore in gola) de Tinto Brass
- 1968 : La mort a pondu un œuf (La morte ha fatto l'uovo) de Giulio Questi
- 1968 : Candy de Christian Marquand
- 1970 : Commencez la révolution sans nous (Start the revolution without me) de Bud Yorkin
- 1970 : Microscopic Liquid Subway to Oblivion de John W. Shadow
- 1971 : La controfigura de Romolo Guerrieri
- 1972 : Un amour insolite (Questa specie d'amore) d'Alberto Bevilacqua
- 1972 : Rosina Fumo viene in città... per farsi il corredo (it) de Claudio Gora
- 1973 : La mort a souri à l'assassin (La morte ha sorriso all'assassino) de Joe D'Amato
- 1973 : Cérémonie sanglante (Ceremonia sangriente) de Jorge Grau
- 1973 : Fiorina la vacca de Vittorio De Sisti
- 1973 : Quand l'amour devient sensualité (Quando l'amore è sensualità) de Vittorio De Sisti
- 1973 : Una vita lunga un giorno de Ferdinando Baldi
- 1973 : Il tuo piacere è il mio (it) de Claudio Racca
- 1997 : Mi fai un favore (it) de Giancarlo Scarchilli

### Télévision
- 1966 : Hylands hörna
- 1969 : Monty Python's Flying Circus, épisode Full Frontal Nudity